# 新・半七捕物帳
『新・半七捕物帳』（しんはんしちとりものちょう）は、1997年4月4日から同年8月1日までNHKで放送されたテレビドラマ時代劇である。

## 概要
- NHKでは1953年7月から1955年5月まで笈川武夫が演じたが、今回はリメイク版として真田広之が演じ、案内役として三木のり平が登場した。
- 本来は全21話の予定だったが、放送中に発生した神戸連続児童殺傷事件の影響により、3話分が未放送となり、全18話となった。

## キャスト
- 半七：真田広之
- お粂：牧瀬里穂
- 大和屋善兵衛：佐藤慶
- 松吉：阿藤海
- 熊蔵：斎藤洋介
- 幸次郎：高知東急
- 庄太：伊崎充則
- 花：井出百合子
- 仲：林由美子
- お鹿：阿知波悟美
- 安藤藤四郎：小野武彦
- 李麗仙
- 語り：三木のり平

## スタッフ
- 原作：岡本綺堂
- 脚本：山内久、斉藤樹実（現・斉藤樹実子）、佐伯俊道、高木リン（現・高木凛）
- 演出：門脇正美、福本義人、後藤高久、中寺圭木
- 音楽：菅野由弘
- 演奏：アンサンブル・レニエ
- 時代考証：竹内誠
- 殺陣・武術指導：林邦史朗、新実
- 振付・所作指導：猿若清三郎
- 江戸言葉指導：春風亭一朝
- 常磐津指導：常磐津文字蔵
- 邦楽指導：本條秀太郎（第2話「湯屋の二階」）
- 柄巻指導：高鳥天真（第2話「湯屋の二階」）
- 錺師指導：鶴岡岩男
- 茨城ことば指導：中澤敦子
- 祈祷指導：中川文隆（第6話「女行者」）
- 新内指導：新内仲三郎（第7話「槍突き」）
- 信州言葉指導：麻ミナ（第7話「槍突き」）
- 売声指導：高土新太郎（第10話「三つの声」、第18話「廻り灯籠」）
- 能楽指導：長島茂（第11話「仮面」）
- 華道指導：杉本康子（第12話「津の国屋（前編）」）
- 仏事指導：坂本観晃（第12話「津の国屋（前編）」、第13話「津の国屋（後編）」）
- 俳句指導：坪内稔典（第16話「冬の金魚」）
- 制作統括：峰島総生 / 河村正一
- 美術：藤井俊樹
- 技術：原滋
- 音響効果：野村知成
- 撮影：小野彰久
- 照明：堀武志
- 音声：小林清
- 映像技術：松井久佳
- 美術進行：小林大介
- 記録：幸縁栄子
- 編集：横山洋子
- タイトル写真：山田愼二
- 共同制作：NHKエンタープライズ21
- 制作協力：NHKアート / NHKテクニカルサービス

## 主題歌
- 「陽」（作詞・作曲・歌：奥田民生）

## サブタイトル
| 話 | 放送日        | サブタイトル     | 脚本       | 演出     | ゲスト |
| -- | ------------- | ---------------- | ---------- | -------- | --- |
| 1  | 1997年4月4日  | 金の蝋燭         | 山内久     | 福本義人 | - 光（森口瑤子） - 又蔵（田山涼成） - 熊谷八十八（岩田淳） - 増蔵（宍戸開） - 宗兵衛（石丸謙二郎） - 菊（大塚良重） - 由（中島唱子） - たき（野口ふみえ） - 中間風の男（加賀谷純一） - 久八（久保晶） - 清治（富田樹央） 山根久幸、橋本和人、井上吐詩、望月明広 |
| 2  | 1997年4月11日 | 湯屋の二階       | 佐伯俊道   | 門脇正美 | 畠中洋（高島弥七）、伊藤敏八（梶井源五郎）、 早勢美里（お吉）、曽我廼家文童（江州屋番頭・治六） 宗方奈美（山本りく）、井上唯我（山本源蔵）、藤田啓而（須藤主税）、 中村正人（湯屋の泥棒）、田中登志哉（三助）、河東燈士（そば屋）、 竹村健（伊勢屋番頭）、大塩武、村田鉄信（黒覆面の男達）、 高土新太郎（飴売り）、本條秀五郎、本條秀志（三味線方）、中田敦夫                         |
| 3  | 1997年4月18日 | 弁天娘           |            |          | 矢崎滋、鮎ゆうき、新井康弘、余貴美子、名古屋章 |
| 4  | 1997年4月25日 | 結び文           | 斉藤樹実子 | 福本義人 | 美保純（お豊）、大沢健（清太郎）、青木真麻（お紋）、BOB藤原（千吉）、 坂田麻衣子（お直）、井上真央（お力）、工藤明子（倉田屋女房）、 佐藤祐四（甲州屋番頭）、出雲崎良（倉田屋番頭）、沼田爆（倉田屋主人）、 大佳史（鳶）、網野あきら、石原辰己、邱太郎、石原直哉 |
| 5  | 1997年5月2日  | 河童             |            |          | 小島聖、江藤漢 |
| 6  | 1997年5月9日  | 女行者           | 斉藤樹実子 | 山神裕   | 高橋かおり（左衛門）、小木茂光（式部）、住田隆（伝次）、速水典子（お国）、 大山豊（重兵衛）、小磯勝哉（久次郎）、村松克己（六左衛門）、 谷津勲（老人）、野間洋子（重兵衛の妻）、大野紋香（藤江）、 石原辰己、中田敦夫、赤松直美、溝口順子 |
| 7  | 1997年5月16日 | 槍突き           | 山内久     | 門脇正美 | 佐藤友紀（美代）、清川均（作造）、佐伯太輔（岡田俊之助）、 江藤潤（弥太郎）、河原崎建三（幸吉）、斉藤志郎（宿のおやじ）、 新実、佐久間英之、蔵本隆史 |
| 8  | 1997年5月23日 | 大坂屋花鳥       |            |          | 里実純、銀粉蝶、赤星昇一郎、黒沢あすか |
| 9  | 1997年5月30日 | 朝顔屋敷         | 斉藤樹実子 | 後藤高久 | 内野謙太（杉野大三郎）、松田美由紀（お島）、川俣しのぶ（お六）、 遠藤憲一（山崎平助）、村田吉次郎（杉野家用人）、 上村依子、佐野和敏、石原辰己、新実、中森正吾、佐野憲彦、藤間宇宙 |
| 10 | 1997年6月6日  | 三つの声         | 佐伯俊道   | 門脇正美 | 村田雄浩（金造）、山下容莉枝（お夏）、羽場裕一（宗吉）、安崎求（平八）、 有薗芳記（庄五郎）、河東燈士（そば屋）、北野直史、逸見慶子、 石原辰己、中村正人、坂本観晃 |
| 11 | 1997年6月13日 | 仮面（めん）     | 斉藤樹実子 | 六山浩一 | 片岡礼子（忍）、古田新太（仁太）、吹越満（豊吉）、 桑畑虚、石原辰己、吉島明子、小田々みどり、水沢レイ、谷川恵津子、 本條秀華、本條秀世、望月晴美、鼓友緑佳 |
| 12 | 1997年6月20日 | 津の国屋（前編） | 佐伯俊道   | 福本義人 | ベンガル（津の国屋次郎兵衛）、岡まゆみ（お藤）、馬渕英里何（お雪）、 北村総一朗（津の国屋佐助）、二宮さよ子（お角）、坂西良太（金兵衛）、 青木麻由子（お安）、宇津木真（長兵衛）、やべきょうすけ（丁稚・勇吉）、 石原舞子（菊）、岬風右子（佳）、軍司眞人（山伏・光尊）、河東燈士（そば屋） 石川千晴、平崎晶子、岡田和子、吉田晃太郎、泉福之助、村本寛造、大前神、梅原白髯            |
| 13 | 1997年6月27日 | 津の国屋（後編） | 佐伯俊道   | 福本義人 | ベンガル、岡まゆみ、馬渕英里何、北村総一朗、二宮さよ子、 坂西良太、青木麻由子、宇津木真、やべきょうすけ、 石原舞子、岬風右子、軍司眞人、河東燈士、北村大造（住職） 中島元、津島瑞穂、中川彰、吉田晃太郎、石川千晴 |
| 14 | 1997年7月4日  | 絵馬             | 斉藤樹実子 | 城谷厚司 | 佐藤B作（喜助）、藤吉久美子（孤峰）、原田大二郎（丸太屋五兵衛）、 石橋保（万之助）、林美穂（お咲）、鶴田忍（神主）、酒井敏也（市助）、 うえだ峻（時三）、仁科有理（徳）、田井宏明（六）、 松見里杷、井川鉄也、波多江清、楠見尚己、沼崎悠、 鳥木元博、木下秀雄、加世幸市、山崎海童、松村明                                                                                             |
| 15 | 1997年7月11日 | 闇からの声       | 佐伯俊道   | 中寺圭木 | 未來貴子（お常）、伴大介（岩下左内）、成田恵（おそよ）、 熊谷俊哉（大黒屋伊太郎）、冨家規政（池田喜平次）、 三浦賢二（重兵衛）、満利江（夜鷹）、井上学、村田巧、三宝寺昭生 |
| 16 | 1997年7月18日 | 冬の金魚         | 斉藤樹実子 | 六山浩一 | 西山由海（お葉）、宮部昭夫（其月）、加勢大周（新助）、六平直政（元吉）、 温水洋一（仁太）、斉藤暁（番頭）、井上智之（長次郎）、今井和子（母親）、 細山田隆人（平太）、信達谷圭、矢崎文也、岩田仁吉、岡田俊博（其月の弟子達） |
| 17 | 1997年7月25日 | 張子の虎         | 佐伯俊道   | 門脇正美 | 川野太郎（石原の常蔵）、毬谷友子（お定）、白島靖代（お駒）、 石田太郎（伊勢屋善八）、樫山文枝（お民）、四条寛子（お浪）、 畑山東一郎（新太郎）、四方堂亘（吉助）、唐沢民賢（紅葉屋楼主）、 水島涼太（三太）、北野直史（五助）、竹村健（医者）、 千葉清次郎（鮫洲の長次郎）、東風平千香（お捨） 清水保行、高津知巳、古川康、田中雅和、定松結香、三浦布美子、荒井誠                     |
| 18 | 1997年8月1日  | 廻り灯籠         | 山内久     | 福本義人 | 菊池健一郎（初太郎）、裕木奈江（お浜）、梨本謙次郎（金蔵）、李麗仙（力）、 深浦加奈子（繁）、渡辺いっけい（戸塚の市蔵）、近藤芳正（千次）、 有福正志（吉造）、本城丸裕（矢吉）、西村淳二（そば屋・義平）、 菊井粂八（白井屋主人）、加藤祐子（白井屋女中）、 大関正義、牧田圭史、三浦義徳、真殿貴、真木仁、村田鉄心、新実、猫俣博志、 藤原基宏、高土新太郎、中村正人、荒井誠、藤枝久生 |

未放送
| 放送予定日      | サブタイトル | ゲスト               |
| --------------- | ------------ | -------------------- |
| 1997年6月6日    | 唐人飴       | 水橋研二、朝加真由美 |
| 1997年6月13日頃 | 蝶合戦       | 田島令子、児島美ゆき |